# 安顺站
安顺站是位于中华人民共和国贵州省安顺市西秀区南华路的一个铁路车站，邮政编码561006。车站建于1960年，有沪昆铁路经过该站。客运业务办理整车、零担、集装箱货物发到。货运业务办理整车货物承运前保管，不办理整车爆炸品及一级氧化剂发到。车站及其上下行区间均已电气化。车站距离贵阳站97公里，隶属成都局集团贵阳车务段，是二等站。

## 车站结构

### 站房
- 安顺火车站
- 安顺火车站一楼候车室
- 安顺火车站二楼候车室
- 安顺火车站出站口

### 站场

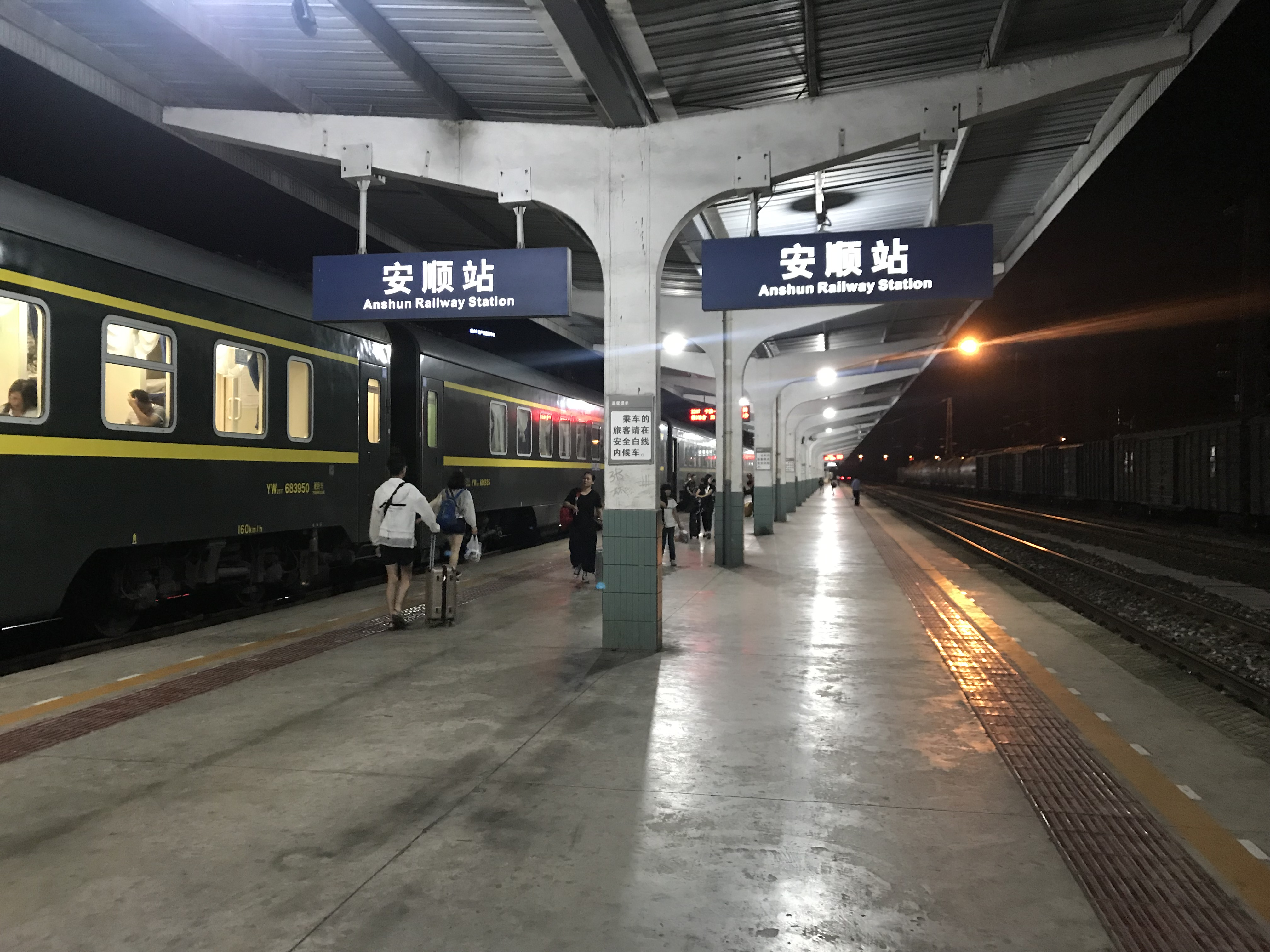
车站2、3站台

| 站房 | 售票处、候车室、检票口 | 售票处、候车室、检票口          |
| 站房 | 侧式站台               |                                 |
| 站房 | 1站台                  | 沪昆铁路 往上海方向（两所屯站） |
| 站房 | 正线                   | 沪昆铁路上行列车通过线          |
| 站房 | 2站台                  | 沪昆铁路下行列车通过线          |
| 站房 | 岛式站台               |                                 |
| 站房 | 3站台                  | 沪昆铁路往昆明方向（么铺站）    |
| 站房 | 货车到发线             |                                 |